# Uniontown (Kansas)
Uniontown város az USA Kansas államában, Bourbon megyében. Lakosainak száma 293 fő (2020. április 1.).

## Népesség
A település népességének változása:

| 2010 | 272 |
| 2020 | 293 |